# Lanzalonga
Lanzalonga, a volte anche gialda, arma inastata medievale tipica delle fanterie comunali italiane, un tipo di lancia di lunghezza compresa tra i 3 ed i 4,5 metri.
Detta "lanza longa" proprio per la lunghezza minima della sua asta di almeno 3 metri, serviva a contrastare le cariche della cavalleria nemica formando davanti ad essa la fronte di una selva di punte. La lama era generalmente a foglia - ma variava in lunghezza, spessore, larghezza - e l'asta era a sezione tonda. Si evolve o viene sostituita poi dalla ancor più lunga picca.